# راکوگو

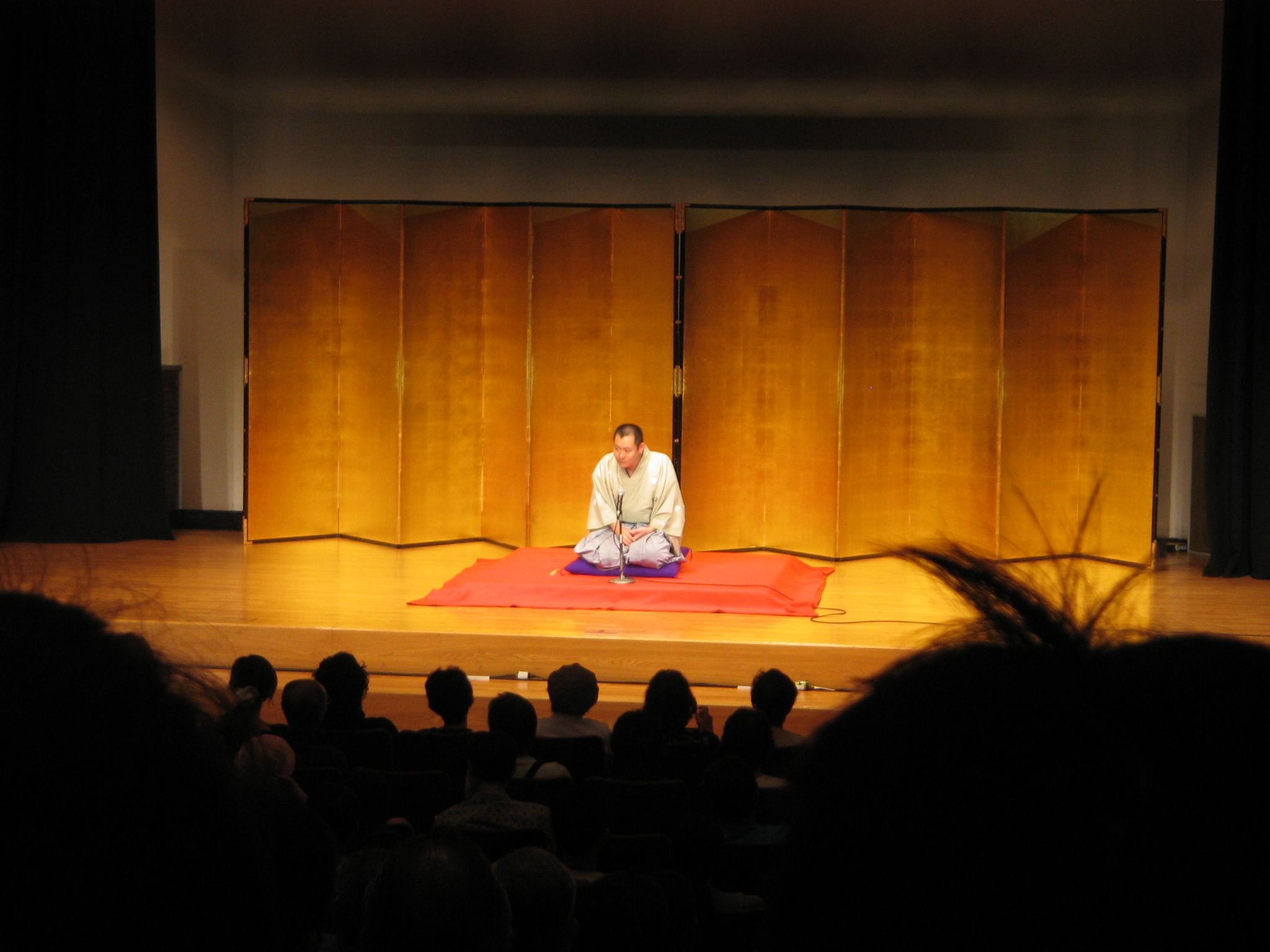
راکوگو در جشن سانما

راکوگو (به ژاپنی: 落語) به معنی انداختن کلمه‌هاست است و یکی از هنرهای لفظی مردم ژاپن محسوب می‌شود. شخصی که اجرا را برعهده دارد راکوگوکا (落語家، rakugoka) و جایی که راکوگوکا بر روی آن می‌نشیند و برنامه اجرا می‌کند، کوزا (高座 Kōza) نامیده می‌شود. هنرمند در طی اجرا همواره نشسته است و تنها با تکیه بر هنر سخن‌وری و در دست گرفتن یک دستمال کوچک که تِنوگویی (手拭، tenugui) نامیده می‌شود، داستانی طولانی و خنده‌دار را به تصویر می‌کشد. داستان همیشه شامل گفتگو مابین دو یا چند نفر است و اختلاف بین شخصیت‌های داستان با استفاده از تغییر لحن، تن صدا و تغییر دادن جهت سر نشان داده می‌شود.